# بویز دآرک (تگزاس)
بویز دآرک (به انگلیسی: Bois d'Arc) یک منطقهٔ مسکونی در ایالات متحده آمریکا است که در شهرستان اندرسون، تگزاس واقع شده‌است. بویز دآرک ۱۳۹٫۹ متر بالاتر از سطح دریا واقع شده‌است.